# 平安乡 (渠县)
平安乡，是中华人民共和国四川省达州市渠县曾经下辖的一个乡。2019年12月，撤销平安乡，将其所属行政区域划归涌兴镇管辖。

## 行政区划
平安乡撤销前下辖以下地区：
福庵村、金岭村、木岭村、稻粮村和平安村。